# Levis (Motorrad)
Levis war eine britische Motorradmarke, die von 1911 bis 1941 von Butterfields in Birmingham gefertigt wurde. Ab 1911 baute man dort Zweitaktmaschinen, 1928 kamen Viertaktmotorräder dazu und 1941 wurde die Fertigung eingestellt.
Die erste Levis entwarf Howard “Bob” Newey im Norton-Werk, aber James Norton verwarf es.
Dann verband sich Newey mit den Geschwistern Butterfield (Arthur, Billy und Daisy) und baute eine Motorradproduktion auf. (Später heiratete Howard Newey Daisy Butterfield.) Das erste Modell hatte einen Hubraum von 211 cm³.

## Zweitaktmodelle

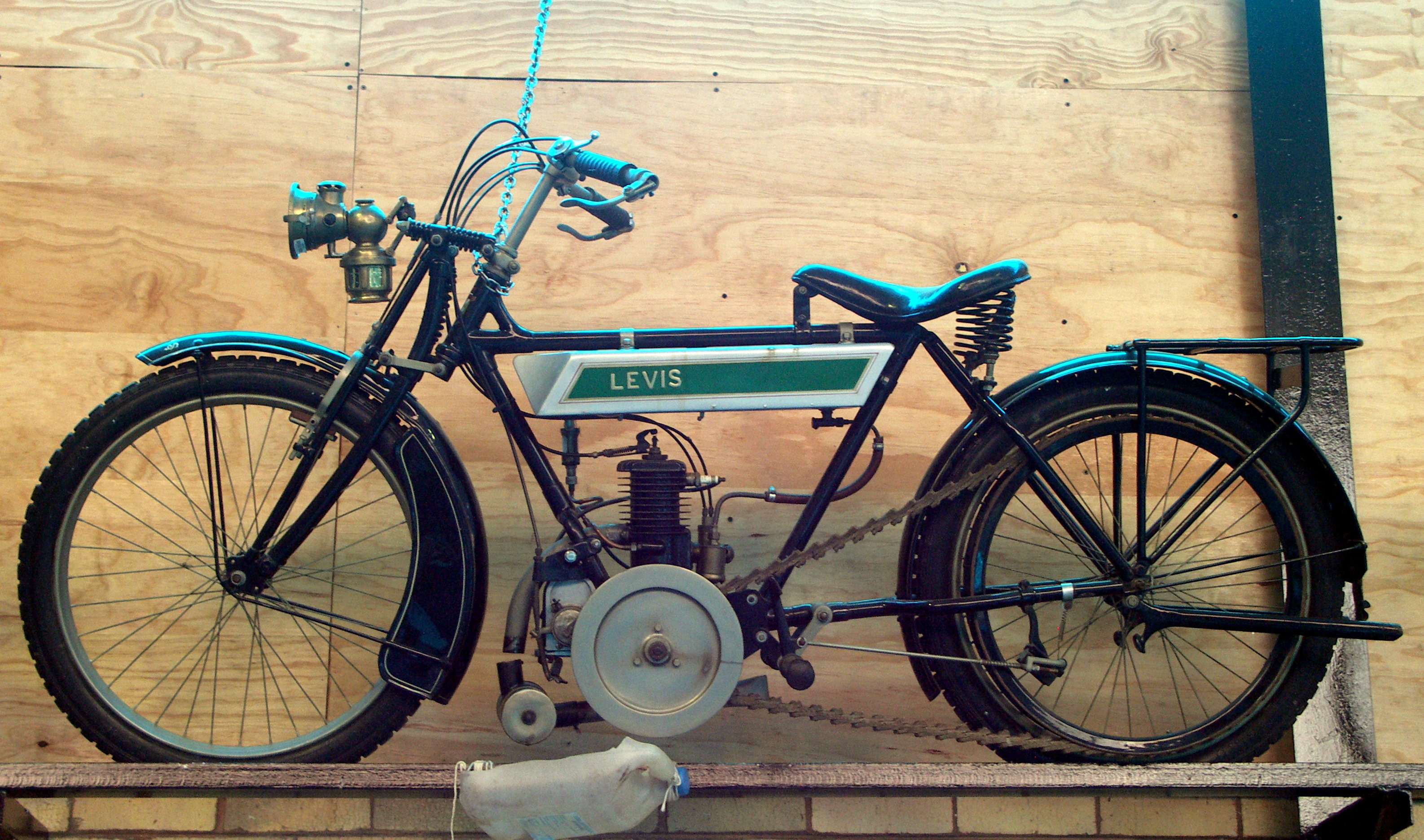
Ein Levis-Zweitakt-Motorrad mit typischem Riemenantrieb

1916 leistete der 211-cm³-Motor 3 bhp (2,2 kW). Eine gekapselte Kette verband die Kurbelwelle mit dem Zündmagnet von Fellows. Das Hinterrad wurde über einen Keilriemen von Pedley angetrieben. Die Maschine wog ungefähr 54 kg.
Der erste Rennerfolg für den Hersteller konnte 1920 bei der Lightweight-TT (250-cm³ der Tourist Trophy) mit einem 247-cm³-Motorrad erzielt und 1922 in derselben Klasse wiederholt werden. Die Firma warb mit dem Slogan “The Master Two Stroke” (dt.: “Der meisterliche Zweitakter”).
Levis baute Dreifachport-Einzylindermaschinen mit 211 oder 246 cm³ Hubraum, auch sportliche Versionen. Die meisten hatten 67 mm Bohrung und 70 mm Hub. Es gab auch ein Sechsfachport-Modell.

## Viertaktmodelle

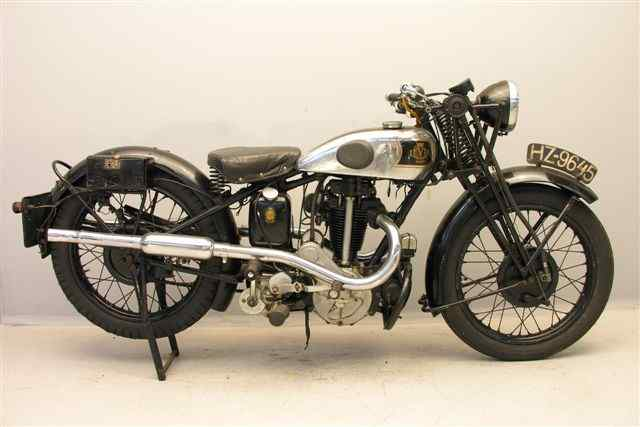
Levis Model A2 mit 346-cm³-ohv-Motor (1932)

Ab 1928 Motorräder mit obengesteuerten Viertakt-Einzylindermotoren. Die Hubräume begannen bei 247 cm³ (Bohrung × Hub = 67 mm × 70 mm) und setzten sich über 346 cm³ (Bohrung × Hub = 70 mm × 90 mm) und später auch 498 cm³ bis zu 600 cm³ fort. Eine kurze Zeitlang gab es den 346-cm³-Motor mit seitengesteuert und den 247-cm³-Motor mit einzelner, obenliegender Nockenwelle, die von einer Kette angetrieben wurde.

## Wettbewerbe
Levis-Zweitaktmotorräder, gefahren von Geoff Davison, R. O. Clark, Phil Pike und anderen, konnten viele Wettbewerbe gewinnen, z. B. 1922 die Lightweight-TT (s. o.), während die Viertaktmodelle abseits der Straße punkten konnten. Percy Hunt fuhr ein 346-cm³-Modell erfolgreich in verschiedenen Rennen und unmittelbar vor dem Zweiten Weltkrieg siegte Bob Foster mit seiner Levis 598 cm³ ohv bei Trial- und Motocross-Veranstaltungen.
Weitere erfolgreiche Hersteller von Zweitaktmotorrädern im Vereinigten Königreich waren Scott und Villiers.

## Modelle (Auswahl)
- 1911–1925: Levis Popular (211-cm³-Zweitakt)
- 1926: Levis Model K (246-cm³-Zweitakt)
- 1927: Levis Model O (246-cm³-Zweitakt)
- 1928: Levis Model A (346-cm³-Viertakt-ohv)
- 1938: Levis Model D Special (496-cm³-Viertakt-ohv)

Quelle: